# Христо Матев
Христо Матев е български футболист, който играе за Спартак (Плевен) като вратар.
Роден е на 6 април 1989 г. Висок e 184 см. Присъединява се към отбора на Спартак през януари 2016 г.

## Кариера

### Статистика
- Брой мачове, в които е играл – общо 75 /20 в Б група, 55 във В група/
- Брой вкарани голове – 0
- Дисциплина –
- Дебют (първият отбор или клуб, за който е играл) – Чавдар /Етрополе/
- Дебют дата – 2009 г.
- Кариера – Чавдар /Етрополе/ /от 2009 до 2011 г./, Локомотив /Мездра/ /2011 и 2012-2014/, Бдин /Видин/ /2011-2012 и 2014-2015/, Спартак /Плевен/ /от 2016-../